# Neil Trudinger
Neil Sidney Trudinger, né le 20 juin 1942 à Ballarat dans l'État de Victoria, est un mathématicien australien, particulièrement connu pour ses travaux dans le domaine des équations aux dérivées partielles elliptiques non linéaires. 

## Biographie
Après avoir obtenu sa licence en Australie en 1962, il poursuit ses études supérieures à l'université Stanford. Il obtient son doctorat en 1966 pour sa thèse sur les équations aux dérivées partielles elliptiques quasi linéaires à n variables.
Après son doctorat, Neil Trudinger enseigne à l'Institut Courant de sciences mathématiques de l'université de New York pendant l'année scolaire 1966-1967. Il retourne ensuite en Australie où il est nommé maître de conférences à l'université Macquarie en 1967. En 1970, il s'installe à l'université du Queensland, où il a été nommé maître de conférences puis professeur. En 1973, il s'installe à l'université nationale australienne où il est chef du département de mathématiques pures jusqu'en 1979.

## Prix et distinctions
Neil Trudinger est coauteur, avec son directeur de thèse, David Gilbarg (de), du livre « Elliptic Partial Differential Equations of Second Order ». En 2008, il obtient pour cela le « prix Leroy P. Steele pour la vulgarisation mathématique ». 
Il est le premier lauréat en 1981 de la Médaille de la société mathématique australienne. En 2012, il reçoit la Médaille George Szekeres.